# The Journal of Hellenic Studies
The Journal of Hellenic Studies (Abkürzung: JHS) ist eine englischsprachige Fachzeitschrift der Altertumskunde, die sich in erster Linie mit der griechischen Antike befasst. 
Sie wird seit 1880 von der Society for the Promotion of Hellenic Studies mit Sitz in London herausgegeben und erscheint jährlich. Als Parallelzeitschrift für die römische Antike erscheint das Journal of Roman Studies.